# تپه عینه‌بگ
تپهٔ عینه‌بگ مربوط به دوران پیش از تاریخ ایران باستان است و در شهرستان سقز، بخش مرکزی، روستای خیدر واقع شده‌است. این اثر در تاریخ ۱۰ دی ۱۳۸۱ با شمارهٔ ثبت ۶۸۳۸ به‌عنوان یکی از آثار ملی ایران به ثبت رسیده‌است.